# Войдени
Войдени (біл. вёска Вайдзені) — село в складі Вілейського району Мінської області, Білорусь. Село підпорядковане Нарочанській сільській раді, розташоване в північній частині області.